# Jean-Baptiste Dubois
Pour les articles homonymes, voir Jean-Baptiste Dubois (homonymie) et Dubois.
Jean-Baptiste Alphonse Dubois, né le 19 janvier 1870 à Gand en Belgique et mort le 4 juillet 1938 à Montréal au Québec, est un violoncelliste, chef d'orchestre, compositeur et professeur de la musique canadien. Il est le fondateur du Quatuor à cordes Dubois en 1910.

## Biographie
Jean-Baptiste Dubois a étudié le violoncelle au Conservatoire de Gand en Jean-Baptiste Rappé et Jules de Swert. Il a enseigné au conservatoire de Gand de 1885 à 1891. 
À la suite du décès de son professeur et ami Jules de Swert, survenu au cours de l'année 1891, il répondit à l'invitation d'Ernest Lavigne pour jouer du violoncelle comme soliste à Montréal, notamment dans l'orchestre de l'Opéra français.
En 1893, il créa en collaboration avec le Conseil des arts et manufactures de la province de Québec, des classes publiques de solfège qu'il dirigea jusqu'en 1903. 
En 1894, il devint chef d'orchestre de l'orchestre du Parc Sohmer. 
De 1896 à 1910, il a servi en tant que violoncelle solo des deux premiers orchestres symphoniques de Montréal sous Guillaume Couture puis Joseph-Jean Goulet. 
Jean-Baptiste Dubois apprécié particulièrement la musique de chambre. Il fut membre fondateur du Trios de Haydn de 1896 à 1898 avec Émery Lavigne et Jean-Joseph Gagnier et membre du Trio Mendelssohn de 1905 à 1906. 
En 1907, il fut membre fondateur du Trios de Beethoven avec Albert Chamberland et Maria Heynberg.
En 1910, il créa le Quatuor à cordes Dubois qu'il dirigea jusqu'à sa mort en 1938. 
Jean-Baptiste Dubois a également travaillé en tant que chef d'orchestre dans plusieurs orchestres. Il a enseigné au Collège de Montréal en 1896, au Conservatoire de l'université McGill en 1904, au Conservatoire National après 1906 et à l'Académie de Musique canadienne en 1914. 
Il composa des œuvres poétiques, dont une Élégie pour violoncelle et piano.
Jean-Baptiste Dubois se maria deux fois. Sa première épouse, Caroline  Derôme-Bourdon, (décédée en 1940), était elle-même violoncelliste et pianiste. Il était le beau-père de Louis-Honoré Bourdon et Rosario Bourdon et son fils Jules Dubois était leur demi-frère.
Son fils Jules Dubois (1902-1977) a travaillé en tant que violoncelliste dans divers orchestres et a enseigné le violoncelle et le solfège. Il a écrit le scénario de Théorie élémentaire de musique paru à Montréal en 1961.